# Filipe José Machado
Filipe José Machado Nascimento (Gravataí, Río Grande del Sur, 13 de marzo de 1984-La Unión, Antioquia, 28 de noviembre de 2016) fue un futbolista brasileño, jugaba de defensa y su último club fue el Chapecoense de la Serie A.

## Trayectoria deportiva
Filipe Machado fue un lateral izquierdo formado en las categorías inferiores del Internacional de Porto Alegre, club en el que permaneció ocho años. Se trataba de un futbolista joven pero con proyección, era un lateral de largo recorrido y de un envidiable aguante físico. A pesar de su juventud, Machado contaba con experiencia en la Primera División brasileña, pues había estado cedido en el Fluminense, con el que disputó un total de diez partidos en la máxima categoría paulista, y en el Esportivo, con el que participó en 30 partidos. Además, contaba con experiencia en las categorías inferiores de la selección brasileña.
En la temporada 2006-2007, Filipe Machado deja su club de toda la vida, el Internacional de Porto Alegre, para dar el salto al fútbol europeo. El Pontevedra CF se hace con sus servicios y en su primera temporada con su nuevo equipo, Machado se convierte en dueño y señor del lateral izquierdo durante gran parte del campeonato. Una pequeña lesión lo apartó del equipo y tras recuperarse, lucha por la titularidad junto a Mikel Azparren. Sus números se resumen en un total de 35 partidos jugados en los que vio 5 amarillas. 
En verano de 2007 rescinde el año de contrato que le restaba con el Pontevedra CF para fichar con el União de Leiria, equipo de la Liga Betadnwin por una temporada, pero tras contar apenas para su entrenador durante la pretemporada, decide dejar el equipo portugués y marcharse a la Liga búlgara, fichando por el CSKA Sofía.

## Fallecimiento
El 28 de noviembre de 2016, Filipe, equipo técnico y compañeros de equipo del Chapecoense se dirigían desde Santa Cruz de la Sierra, Bolivia a Medellín, Colombia para disputar la final de la Copa Sudamericana 2016, cuando de pronto, la aeronave del vuelo 2933 de LaMia se estrelló a las 22:15 (03:00 UTC) en el municipio de La Unión en Colombia, a pocos minutos de su destino. Él y otros 70 pasajeros en el vuelo fallecieron y solo 6 personas sobrevivieron: 3 futbolistas, 1 periodista, 1 técnico de vuelo y la azafata del avión.

## Palmarés

### Títulos internacionales
| Título            | Equipo      | Sede            | Año  |
| ----------------- | ----------- | --------------- | ---- |
| Copa Sudamericana | Chapecoense | América del Sur | 2016 |